# مانويل سانشيز هونتيويلو
مانويل سانشيز (بالإسبانية: Manuel Sanchís Hontiyuelo)‏، لاعب كرة قدم أسباني سابق. وهو ابن الاعب السابق مانويل سانشيز مارتينيز

## مسيرته مع النادي
بدأ سانشيز اللعب مع ريال مدريد في عام 1983 واعتزل في عام 2001، وقد لعب 524 مباراة في الدوري الإسباني، وقد فاز بدوري أبطال أوروبا مرتين (1998 و 2000)، وبالدوري الإسباني ثمان مرات (1986 و 1987 و 1988 و 1989 و 1990 و 1995 و 1997 و 2001) وفاز بكأس الاتحاد الأوروبي مرتين (1985 و 1986) وكأس الإنتركونتيننتال مرة واحدة (1998) وكأس ملك إسبانيا مرتين (1989 و 1993).

## مسيرته مع منتخب إسبانيا
لعب سانشيز 48 مباراة مع منتخب إسبانيا لكرة القدم، وقد شارك في كأس الأمم الأوروبية لكرة القدم 1988 وكأس العالم لكرة القدم 1990، وقد كانت آخر مباراة له مع منتخب إسبانيا لكرة القدم 11 مارس 1992.

## روابط خارجية
- مانويل سانشيز هونتيويلو على موقع الاتحاد الدولي (مؤرشف)  (الإنجليزية)
- مانويل سانشيز هونتيويلو على موقع الاتحاد الأوربي (الإنجليزية)
- مانويل سانشيز هونتيويلو على موقع قاعدة بيانات كرة القدم.إي يو (الإنجليزية)
- مانويل سانشيز هونتيويلو على موقع ناشيونال فوتبول تيمز (الإنجليزية)
- مانويل سانشيز هونتيويلو على موقع Soccerway.com (الإنجليزية)
- مانويل سانشيز هونتيويلو على موقع عالم كرة القدم.نت (الإنجليزية)
- مانويل سانشيز هونتيويلو على موقع كووورة